# Chlotrudis Award des meilleurs décors
Le Chlotrudis Award des meilleurs décors (Chlotrudis Award for Best Production Design) est une récompense cinématographique américaine décernée depuis 2010 par la Chlotrudis Society for Independent Film lors de la cérémonie annuelle récompensant les meilleurs films indépendants internationaux.

## Palmarès

### Années 2010
- 2010 : A Single Man
  - Les Plages d'Agnès
  - Me and Orson Welles
  - Moon
  - Sita chante le blues (Sita Sings the Blues)
- 2011 : Amore (Io sono l'amore)
  - Bunny and the Bull
  - Le Discours d'un roi (The King's Speech)
  - Micmacs à tire-larigot
  - Brendan et le Secret de Kells (The Secret of Kells)
  - Winter's Bone
- 2012 : The Artist
  - 13 Assassins (十三人の刺客)
  - L'Illusionniste
  - Balada triste (Balada triste de trompeta)
  - Melancholia
  - Minuit à Paris (Midnight in Paris)
- 2013 : Les Bêtes du sud sauvage (Beasts of the Southern Wild)
  - Anna Karenina
  - Holy Motors
  - Ulysse, souviens-toi ! - Keyhole
  - Moonrise Kingdom